# Croda International
Croda International plc er en britisk kemikoncern. De producerer kemi til: Personlig pleje, sundhed, kropspleje, smørremiddel, overfladebehandling og polymerer.
Croda blev etableret i 1925 af George William Crowe og Henry James Dawe. Crowe købte et forladt vandværk ved Rawcliffe Bridge for £7, som senere blev benyttet til virksomhedens første tønder lanolin.
Selskabet ahr en afdeling i Frederikssund, Danmark.